# 슈퍼스토어 (시트콤)
《슈퍼스토어》(영어: Superstore)는 2015년부터 2021년까지 방영된 미국의 시트콤이다.